# フランシス・ピム
ピム男爵フランシス・レズリー・ピム（英語: Francis Leslie Pym, Baron Pym, MC, PC, 1922年2月13日 - 2008年3月7日）は、イギリスの政治家。マーガレット・サッチャー政権にて第7代外務・英連邦大臣、第7代国防大臣を務めた。

## 生涯
1922年2月13日にウェールズのモンマスシャー州アバガヴェニー近郊で誕生し、イートン・カレッジ及びケンブリッジ大学モードリン・カレッジで学んだ。第二次世界大戦中は、第9女王王立槍騎兵連隊副官及び陸軍大尉として北アフリカ戦線やイタリア戦線で戦い、戦功十字章を受章している。退役時の階級は陸軍少佐。
1959年の選挙では敗れたものの、1961年に行われたケンブリッジシャーの補欠選挙で当選し、庶民院議員となった。その後1987年まで庶民院議員を務めた。
1964年から党の院内幹事に就任し、エドワード・ヒース政権の1970年から1973年には与党保守党の院内幹事として、また1973年から1974年にかけては北アイルランド大臣として入閣し政権を支えた。また、1979年から1981年には、マーガレット・サッチャー首相の下で国防相を務めた。さらに、1981年から1982年まで庶民院議長および枢密院議長の職に就いた。1982年、フォークランド紛争の最中に第6代キャリントン男爵ピーター・キャリントンが外相を辞任したためピムが後任となり、紛争期間中外相を務めた。しかし、1983年の総選挙の後、ピムは閣僚名簿から外されてしまった。
ピムは、サッチャー政権下では穏健派（Wets）と見なされていた。1983年の総選挙の期間中も、ピムはBBCの「クエスチョン・タイム」という番組で「地すべり的勝利は、概して立派な政権を作らない」と考えていると発言した。しかし、これは保守党党首であったサッチャーによって否定された。
1987年の総選挙で議員を引退すると、一代貴族ピム男爵に叙せられた。1989年、脚本家のジョナサン・リンは、BBCのコメディドラマである「イエス・プライム・ミニスター」でピーター・カートライトが演じた院内総務は、ピムが手本になったと述べている。
なお、ピムは17世紀の政治家ジョン・ピムの子孫と一般的に思われているが、これは誤りである。